# Zaporižžja
Zaporižžja (in ucraino Запоріжжя?, AFI: [zɐpoˈriʒʲːɐ]; in russo Запоро́жье?, Zaporož'e, AFI: [zəpɐˈroʐje], talvolta in italiano anche Zaporiggia) è una città ucraina (710 052 abitanti), nel distretto di Zaporižžja, nell'oblast' di Zaporižžja. Ospita l'amministrazione dell'oblast'di Zaporižžja, del distretto di Zaporižžja e  della comunità territoriale di Zaporižžja, una delle comunità territoriali dell'Ucraina.
Fino al 18 luglio 2020 Zaporižžja costituiva una città di rilevanza regionale e non apparteneva ad alcun distretto anche se era il centro amministrativo del distretto di Zaporižžja. Come parte della riforma amministrativa dell'Ucraina, che ridusse a cinque il numero di distretti dell'oblast' di Zaporižžja, la città fu integrata nel distretto di Zaporižžja.
È la sesta città dell'Ucraina per popolazione, con 815 256 abitanti al censimento del 2001, ed è particolarmente nota come centro industriale automobilistico, chimico, elettrotecnico, metallurgico e siderurgico, snodo portuale e ferroviario nonché sede di numerosi impianti per la produzione di energia elettrica tra cui la centrale nucleare a Enerhodar (la più grande d'Europa e tra le prime dieci al mondo), quella termoelettrica e la centrale idroelettrica del Dnepr.

## Geografia fisica

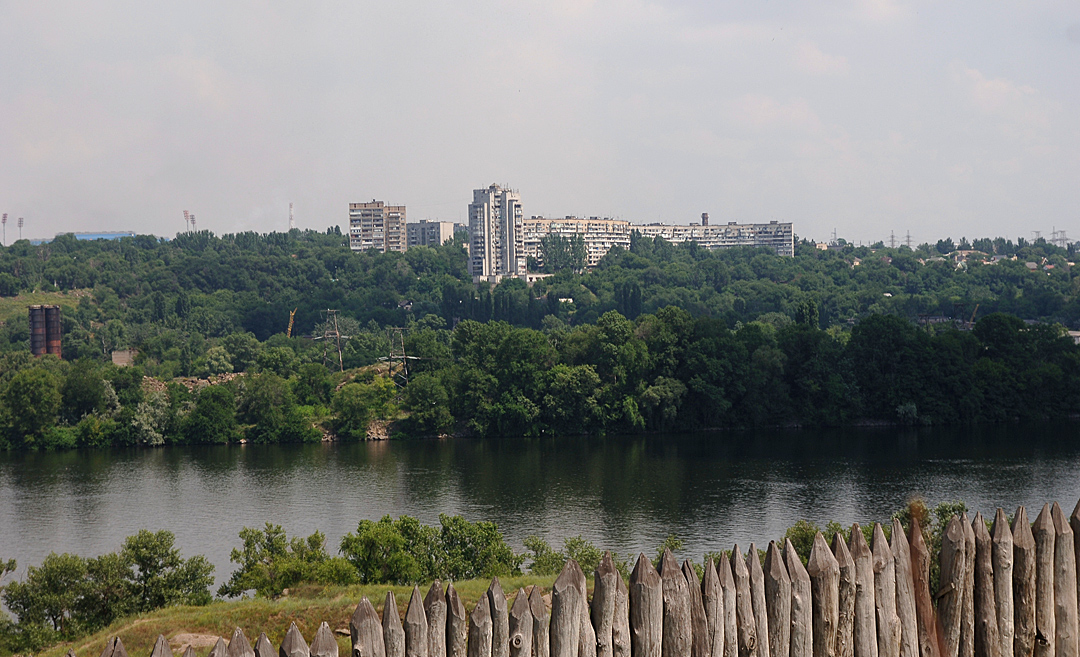
Panorama con fiume Dnepr

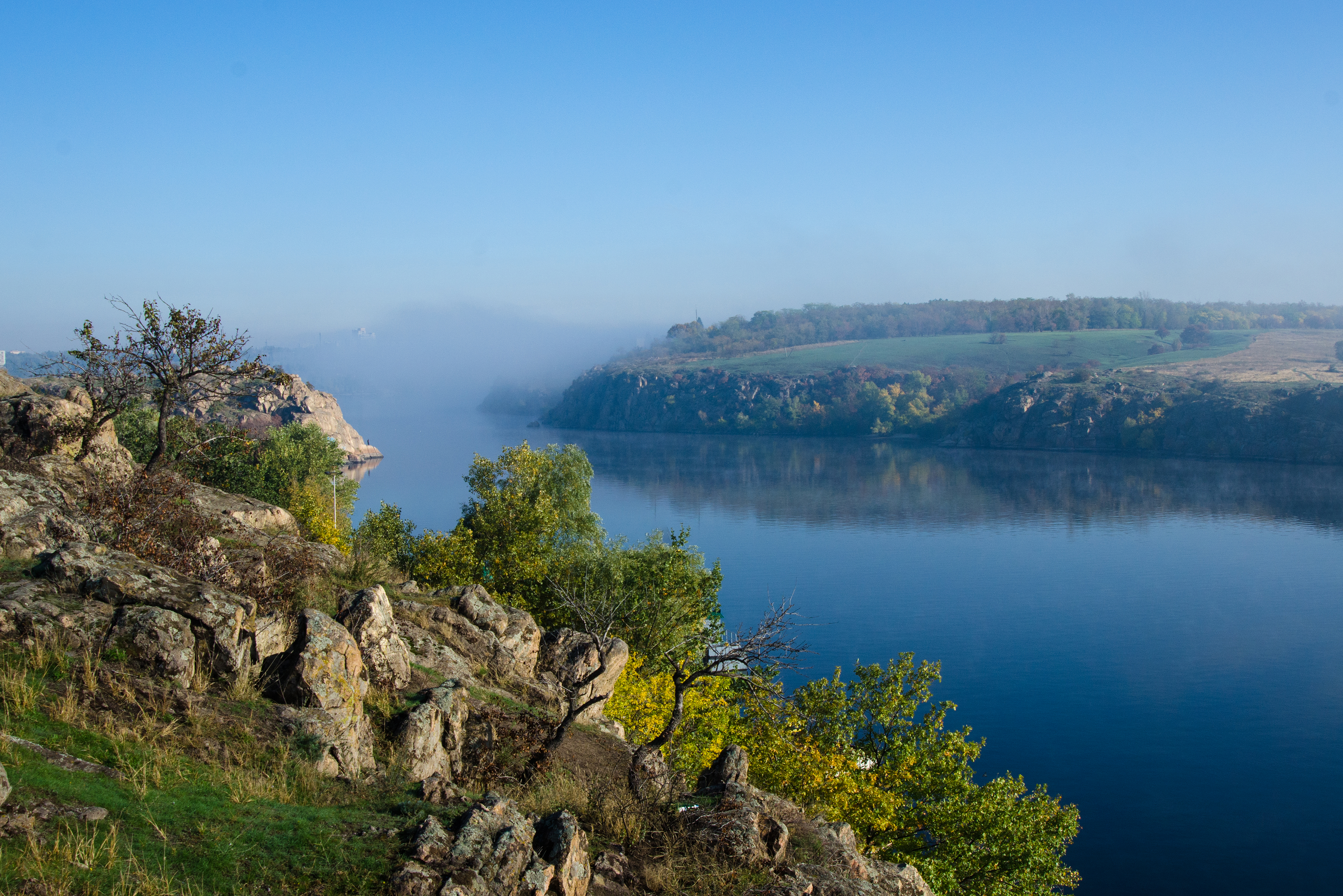
Dnepr

La città è situata nella parte sud-orientale dell'Ucraina ai confini settentrionali della relativa oblast'. 
È attraversata dal fiume Dnepr che la divide in due porzioni tra le quali si frappone l'isola Chortycja.

### Clima
| Zaporižžja (1991-2020) Fonte: | Mesi         | Mesi         | Mesi         | Mesi        | Mesi        | Mesi        | Mesi        | Mesi        | Mesi        | Mesi        | Mesi         | Mesi         | Stagioni | Stagioni | Stagioni | Stagioni | Anno  |
| Zaporižžja (1991-2020) Fonte: | Gen          | Feb          | Mar          | Apr         | Mag         | Giu         | Lug         | Ago         | Set         | Ott         | Nov          | Dic          | Inv      | Pri      | Est      | Aut      | Anno  |
| ----------------------------- | ------------ | ------------ | ------------ | ----------- | ----------- | ----------- | ----------- | ----------- | ----------- | ----------- | ------------ | ------------ | -------- | -------- | -------- | -------- | ----- |
| T. max. media (°C)            | −0,3         | 1,2          | 7,5          | 16,1        | 22,6        | 26,6        | 29,3        | 29,0        | 22,7        | 14,7        | 6,5          | 1,3          | 0,7      | 15,4     | 28,3     | 14,6     | 14,8  |
| T. media (°C)                 | −3,1         | −2,2         | 3,0          | 10,5        | 16,7        | 20,9        | 23,2        | 22,6        | 16,7        | 9,7         | 3,1          | −1,3         | −2,2     | 10,1     | 22,2     | 9,8      | 10,0  |
| T. min. media (°C)            | −5,8         | −5,3         | −0,9         | 5,0         | 10,9        | 15,2        | 17,1        | 16,4        | 11,3        | 5,5         | 0,2          | −3,8         | −5,0     | 5,0      | 16,2     | 5,7      | 5,5   |
| T. max. assoluta (°C)         | 12,2 (1971)  | 17,1 (2016)  | 24,0 (2014)  | 31,4 (2012) | 35,9 (2007) | 36,5 (2009) | 39,5 (2016) | 40,2 (2010) | 36,2 (2020) | 35,0 (1999) | 20,9 (2010)  | 16,0 (1981)  | 17,1     | 35,9     | 40,2     | 36,2     | 40,2  |
| T. min. assoluta (°C)         | −29,3 (2006) | −26,1 (1967) | −25,0 (1964) | −8,2 (2004) | −2,0 (1999) | 3,9 (1963)  | 8,2 (2006)  | 3,9 (1970)  | −3,0 (1986) | −8,9 (1969) | −18,6 (1993) | −26,2 (1997) | −29,3    | −25,0    | 3,9      | −18,6    | −29,3 |
| Nuvolosità (okta al giorno)   | 7,2          | 6,7          | 6,2          | 5,8         | 5,0         | 5,0         | 4,2         | 3,6         | 4,3         | 5,2         | 6,9          | 7,5          | 7,1      | 5,7      | 4,3      | 5,5      | 5,6   |
| Precipitazioni (mm)           | 39           | 32           | 37           | 41          | 51          | 61          | 45          | 44          | 38          | 34          | 40           | 53           | 124      | 129      | 150      | 112      | 515   |
| Giorni di pioggia             | 10           | 8            | 11           | 12          | 13          | 13          | 10          | 8           | 10          | 11          | 13           | 11           | 29       | 36       | 31       | 34       | 130   |
| Nevicate (cm)                 | 7            | 8            | 4            | 0           | 0           | 0           | 0           | 0           | 0           | 0           | 1            | 3            | 18       | 4        | 0        | 1        | 23    |
| Giorni di neve                | 14           | 14           | 9            | 1           | 0           | 0           | 0           | 0           | 0           | 1           | 6            | 13           | 41       | 10       | 0        | 7        | 58    |
| Giorni di nebbia              | 0,2          | 0,0          | 1,0          | 2,0         | 1,0         | 1,0         | 2,0         | 2,0         | 2,0         | 1,0         | 1,0          | 0,1          | 0,3      | 4,0      | 5,0      | 4,0      | 13,3  |
| Umidità relativa media (%)    | 87           | 84           | 78           | 66          | 62          | 65          | 62          | 59          | 66          | 76          | 86           | 88           | 86,3     | 68,7     | 62       | 76       | 73,3  |
| Vento (direzione-m/s)         | NW 4,2       | SE 4,5       | SE 4,5       | SE 4,2      | SE 3,6      | N 3,5       | NE 3,4      | NE 3,4      | SE 3,7      | SE 3,8      | SE 4,0       | SE 4,2       | 4,3      | 4,1      | 3,4      | 3,8      | 3,9   |

## Origini del nome
Fino al 1921 la città fu nota col nome di Aleksandrovsk (in russo Александровск?) o Oleksandrivs'k (in ucraino Олекса́ндрівськ?), derivato da una vicina fortezza che faceva parte della linea difensiva del Dnepr.
Successivamente la città assunse il nome di Zaporož'e (in russo Запоро́жье?), poi sostituito dall'ucraino Zaporižžja (in ucraino Запоріжжя?) in seguito alla dichiarazione d'indipendenza dell'Ucraina dall'Unione Sovietica. Tale toponimo significa letteralmente "al di là delle rapide" con riferimento alla posizione geografica della città rispetto alle rapide del Dnepr, distrutte tra il 1927 e il 1932 con la realizzazione del bacino per la centrale idroelettrica.

## Storia
I ritrovamenti più antichi sono stati effettuati sull'isola Chortycja e testimoniano la presenza di diversi insediamenti il cui più antico risale al VII secolo a.C. L'isola è stata abitata dagli Sciti e poi dai cosacchi che proprio sull'isola stabilirono la sede del Sič di Zaporižžja.

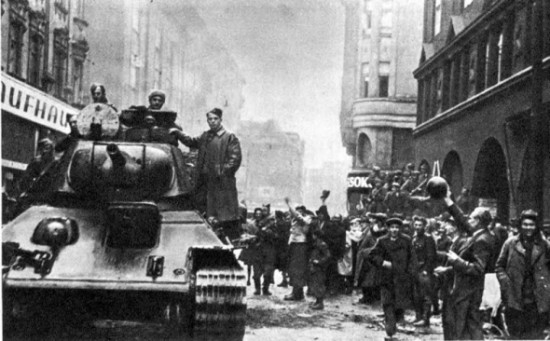
I soldati dell'Armata Rossa liberano Zaporižžja il 14 ottobre 1943.

Negli anni 1770 la zarina Caterina II dispose la fondazione di una fortezza, denominata Aleksandrovskaja krepost', per garantire il controllo imperiale sui cosacchi. L'insediamento ottenne il titolo di città nel 1806 e si espanse considerevolmente con l'apertura della ferrovia negli anni 1870, che la rese un importante hub fluviale e ferroviario per il trasporto merci.
Subì molti danni con la Rivoluzione russa, ma si risollevò con la costruzione della centrale idroelettrica tra il 1927 e il 1932, allora la seconda più grande al mondo.
Durante la seconda guerra mondiale, venne occupata dalla Wehrmacht tedesca all'inizio dell'operazione Barbarossa. La città, considerata da Adolf Hitler di grande importanza strategica ed economica per la sua grande centrale idroelettrica e la diga sul Dnepr, venne difesa accanitamente dai tedeschi nel 1943 durante l'offensiva del basso Dnepr, la grande offensiva dell'Armata Rossa sovietica per liberare l'Ucraina della riva destra del fiume. La città venne liberata alla fine dopo un'accanita battaglia il 14 ottobre 1943 dalle truppe del generale Rodion Malinovskij; i tedeschi fecero saltare parte della diga, ma i sovietici riuscirono a salvare la centrale idroelettrica.

## Infrastrutture e trasporti

### Ferrovie
La città è collegata ai principali centri nazionali e internazionali dalla sua stazione ferroviaria centrale.

### Porti
- Porto fluviale di Zaporižžja

### Ponti
- Ponte ad arco di Zaporižžja, il ponte ad arco più lungo dell'Ucraina.[11]
- Ponte Kičkas, smantellato nel 1931

## Geografia antropica

### Suddivisioni amministrative

Suddivisione dei distretti di Zaporižžja

La città è suddivisa in sette distretti amministrativi:
1. Distretto di Oleksandr
2. Distretto di Zavod
3. Distretto di Komunar
4. Distretto del Dnepr
5. Distretto di Voznesens'kyj
6. Distretto di Chortyč
7. Distretto di Ševčenko

## Economia
È un centro industriale di rilievo; vi hanno sede un'importante centrale idroelettrica nonché industrie automobilistiche (ZAZ) e chimiche, in particolare del ferro, del carbone, del manganese e dell'alluminio. Inoltre, nei pressi della città vi è la più grande centrale nucleare d'Europa.

## Cultura
Il dipinto I cosacchi dello Zaporož'e scrivono una lettera al sultano di Turchia di Il'ja Repin del 1891.

## Amministrazione

### Gemellaggi
Zaporižžja è gemellata con le città di:
- Lahti, dal 1953
- Belfort, dal 1967
- Birmingham, dal 1973
- Linz, dal 1983
- Oberhausen, dal 1986
- Yichang, dal 1997
- Magdeburgo, dal 2008
- Ashdod, dal 2011

## Sport

### Calcio
La squadra principale della città è il Metalurh Zaporižžja.